# تیم ملی هاکی سالنی مردان ایران
تیم ملی هاکی سالنی مردان ایران یک تیم بین‌المللی هاکی سالنی است که از طرف ایران در مسابقات بین‌المللی مانند هاکی داخل سالن قهرمانی مردان آسیا و قهرمانی جهان شرکت می‌کند.

## رده‌بندی جهانی
در اسفندماه ۱۴۰۲ (۲۰۲۴ میلادی) تیم ملی هاکی سالنی مردان ایران با ۱۶۵۰ امتیاز بالاتر از بلژیک و پایین‌تر از اتریش به رده دوم جهان صعود کرد. در این رده‌بندی ۴۹ کشور حضور دارند.

## اولین بازی ملی
فدراسیون جهانی اولین بار در سال ۲۰۰۳ جام جهانی هاکی سالنی را برگزار کرد. پیش از این اغلب و فقط در اروپا این نوع از هاکی رایج بود. تیم ملی ایران اولین بار در سال ۲۰۰۵ شکل گرفت و در این سال در جام فجر ایران و مسابقات بین‌المللی روسیه شرکت کرد. اولین بازی رسمی ایران در سال ۲۰۰۷ در بازی‌های آسیایی سالنی بود.

## بهترین و بدترین نتیجه

### بهترین
برد: ۳۳–۰ مقابل تاجیکستان سال ۲۰۱۵
برد: ۳۷–۰ مقابل تاجیکستان سال ۲۰۲۴
گل‌های تیم ملی را امیرمهدی میرزاخانی ۱۵، پیام لشگری و محمد یمانی هرکدام ۵، مهدی شاهرخی ۴، حمید نورانیان و سجاد ممی‌زاده و عارف حامدی هرکدام ۲ و عارف محمدی و محمد اثنی‌اشری هرکدام یک گل به ثمر رساندند. زدن ۱۵ گل در یک بازی توسط یک نفر در این بازی یک رکورد جدید برای تیم ملی ایران بود. لینک نتایج ۱۶ گل را به نام میرزاخانی ثبت کرده است.

### بدترین
باخت: ۲–۱۳ مقابل آلمان سال ۲۰۱۵

## مسابقه‌های رسمی

### قهرمانی جهان
https://en.wikipedia.org/wiki/Men%27s_Indoor_Hockey_World_Cup
| سال   | رتبه      | بازی      | برد       | برابر     | باخت      | زده       | خورده     | تفاضل     |
| ----- | --------- | --------- | --------- | --------- | --------- | --------- | --------- | --------- |
| ۲۰۰۳  | شرکت نکرد | شرکت نکرد | شرکت نکرد | شرکت نکرد | شرکت نکرد | شرکت نکرد | شرکت نکرد | شرکت نکرد |
| ۲۰۰۷  | شرکت نکرد | شرکت نکرد | شرکت نکرد | شرکت نکرد | شرکت نکرد | شرکت نکرد | شرکت نکرد | شرکت نکرد |
| ۲۰۱۱  | نهم       | ۶         | ۳         | ۰         | ۳         | ۲۸        | ۲۷        | +۱        |
| ۲۰۱۵  | چهارم     | ۸         | ۲         | ۱         | ۵         | ۳۸        | ۶۱        | -۲۳       |
| ۲۰۱۸  | سوم       | ۸         | ۴         | ۳         | ۱         | ۳۰        | ۲۱        | +۹        |
| ۲۰۲۳  | سوم       | ۸         | ۲         | ۴         | ۲         | ۴۲        | ۴۱        | +۱        |
| ۲۰۲۵  | به زودی   | ۰         | ۰         | ۰         | ۰         | ۰         | ۰         | ۰         |
| مجموع | ۵/۷       | ۳۰        | ۱۱        | ۸         | ۱۱        | ۱۳۸       | ۱۵۰       | -۱۲       |

### قهرمانی آسیا
https://en.wikipedia.org/wiki/Men%27s_Indoor_Hockey_Asia_Cup
| Year  | Rank       | M  | W  | D | L | GF  | GA | GD   |
| ----- | ---------- | -- | -- | - | - | --- | -- | ---- |
| 2008  | Champions  | ۶  | ۶  | ۰ | ۰ | ۴۷  | ۵  | +۴۲  |
| 2009  | Champions  | ۵  | ۵  | ۰ | ۰ | ۱۶  | ۴  | +۱۲  |
| 2010  | Champions  | ۶  | ۶  | ۰ | ۰ | ۵۳  | ۵  | +۴۸  |
| 2012  | Champions  | ۷  | ۷  | ۰ | ۰ | ۱۰۴ | ۴  | +۱۰۰ |
| 2014  | Champions  | ۵  | ۵  | ۰ | ۰ | ۵۶  | ۶  | +۵۰  |
| 2015  | Champions  | ۶  | ۶  | ۰ | ۰ | ۹۳  | ۹  | +۸۴  |
| 2017  | Champions  | ۵  | ۵  | ۰ | ۰ | ۵۲  | ۹  | +۴۳  |
| 2019  | Champions  | ۶  | ۶  | ۰ | ۰ | ۵۶  | ۶  | +۵۰  |
| 2022  | Runners-up | ۷  | ۶  | ۱ | ۰ | ۴۷  | ۱۳ | +۳۴  |
| 2024  | Champions  | ۶  | ۵  | ۱ | ۰ | ۷۰  | ۱۱ | +۵۹  |
| Total | ۱۰/۱۰      | ۵۹ | ۵۷ | ۲ | ۰ | ۵۹۴ | ۷۲ | +۵۲۲ |

- نتایج دو بازی سال ۲۰۰۹ مقابل مالزی (در دور مقدماتی نه بازی فینال) و تایلند معلوم نیست و در جدول محاسبه نشده است.
- نتایج سال ۲۰۰۸ شامل بازی مقابل تیم ب مالزی (برد ۵–۱) است.
- نتایج سال ۲۰۰۹ شامل بازی مقابل تیم ب مالزی (برد ۶–۱) است.
- نتایج سال ۲۰۱۲ شامل بازی مقابل تیم ب تایلند (برد ۲۱–۰) است.
- نتایج سال ۲۰۱۵ شامل بازی مقابل تیم ب قزاقستان (برد ۱۳–۱) است.
- در ۸ دوره اول رئیس فدراسیون بهرام شفیع بود. پس از فوت او در نهمین دوره در سال ۲۰۲۲ رئیس جدید فدراسیون بهرام قدیمی اقدام به حذف بسیاری از نفرات باتجربه و افزودن نفرات هم استانی و هم شهری و هم زبان خود از ارومیه کرد. در نتیجه تیم سوم جهان در چهار بازی دوستانه مقابل ترکیه نتایج ضعیفی گرفت. در نهایت این جوان گرایی به ضرر ایران شد و پس از ۸ قهرمانی متوالی در سال ۲۰۲۲ ایران به مالزی در ضربات پنالتی باخت و دوم شد.

### بازی‌های آسیایی سالنی
https://en.wikipedia.org/wiki/Indoor_hockey_at_the_Asian_Indoor_and_Martial_Arts_Games
| سال   | رتبه   | بازی | برد | برابر | باخت | زده | خورده | تفاضل |
| ----- | ------ | ---- | --- | ----- | ---- | --- | ----- | ----- |
| ۲۰۰۷  | قهرمان | ۶    | ۵   | ۱     | ۰    | ۳۵  | ۹     | +۲۶   |
| ۲۰۲۴  | قهرمان | ۰    | ۰   | ۰     | ۰    | ۰   | ۰     | +۰    |
| مجموع | ۱/۱    | ۶    | ۵   | ۱     | ۰    | ۳۵  | ۹     | +۲۶   |

## نتیجه‌های رسمی

### قهرمانی جهان

#### ۲۰۱۱
1. ایران ۱–۵ اتریش
2. ایران ۳–۴ چک
3. ایران ۷–۴ روسیه
4. ایران ۴–۶ انگلیس
5. ایران ۶–۲ آمریکا
6. ایران ۷–۶ کانادا

#### ۲۰۱۵
1. ایران ۲–۷ اتریش
2. ایران ۳–۱۱ آلمان
3. ایران ۸–۵ استرالیا
4. ایران ۳–۳ چک
5. ایران ۸–۱۰ سوئد
6. ایران ۸–۵ روسیه
7. ایران ۴–۷ اتریش
8. ایران ۲–۱۳ آلمان

#### ۲۰۱۸
1. ایران ۵–۱ سوئیس
2. ایران ۳–۳ بلژیک
3. ایران ۳–۳ اتریش
4. ایران ۶–۳ آفریقای جنوبی
5. ایران ۴–۳ روسیه
6. ایران ۲–۲ چک (در ضربات پنالتی ایران ۲–۱ برنده شد)
7. ایران ۲–۶ آلمان
8. ایران ۵–۰ استرالیا

#### ۲۰۲۳
1. ایران ۴–۵ آرژانتین
2. ایران ۸–۳ آمریکا
3. ایران ۶–۴ استرالیا
4. ایران ۴–۴ آفریقای جنوبی
5. ایران ۸–۸ چک
6. ایران ۵–۵ بلژیک (در ضربات پنالتی ایران ۶–۵ برنده شد)
7. ایران ۳–۸ اتریش
8. ایران ۴–۴ آمریکا (در ضربات پنالتی ایران ۳–۲ برنده شد)

### قهرمانی آسیا

#### ۲۰۰۸
1. ایران ۷–۰ مالزی
2. ایران ۱۱–۱ ازبکستان
3. ایران ۵–۱ مالزی ب (تیم ب)
4. ایران ۱۳–۰ سنگاپور
5. ایران ۸–۱ تایلند
6. ایران ۳–۲ مالزی

#### ۲۰۰۹
1. ایران ۰–۰ مالزی ؟ (نتیجه نامعلوم است)
2. ایران ۷–۱ ازبکستان
3. ایران ۶–۱ مالزی ب (تیم ب)
4. ایران ۰–۰ تایلند ؟ (نتیجه نامعلوم است)
5. ایران ۳–۲ مالزی

#### ۲۰۱۰
1. ایران ۶–۱ مالزی
2. ایران ۱۳–۰ ازبکستان
3. ایران ۶–۲ پاکستان
4. ایران ۱۰–۰ تایلند
5. ایران ۱۵–۰ قزاقستان
6. ایران ۳–۲ مالزی

#### ۲۰۱۲
1. ایران ۱۸–۱ قزاقستان
2. ایران ۲۱–۰ تایلند ب (تیم ب)
3. ایران ۱۰–۱ ازبکستان
4. ایران ۱۴–۱ مالزی
5. ایران ۱۳–۰ تایلند
6. ایران ۲۰–۱ تایوان
7. ایران ۸–۰ ازبکستان

#### ۲۰۱۴
1. ایران ۱۵–۱ اندونزی
2. ایران ۱۶–۰ قزاقستان
3. ایران ۸–۲ تایوان
4. ایران ۱۲–۲ مالزی
5. ایران ۵–۱ مالزی

#### ۲۰۱۵
1. ایران ۱۳–۱ قزاقستان ب (تیم ب)
2. ایران ۳۳–۰ تاجیکستان
3. ایران ۱۶–۳ ازبکستان
4. ایران ۱۱–۰ قزاقستان
5. ایران ۱۱–۳ قطر
6. ایران ۹–۲ قزاقستان

#### ۲۰۱۷
1. ایران ۱۱–۰ مالزی
2. ایران ۹–۳ قطر
3. ایران ۱۰–۳ عمان
4. ایران ۱۲–۲ ازبکستان
5. ایران ۱۰–۱ قزاقستان

#### ۲۰۱۹
1. ایران ۸–۰ بنگلادش
2. ایران ۷–۲ تایلند
3. ایران ۴–۱ مالزی
4. ایران ۱۸–۲ فیلیپین
5. ایران ۹–۱ ازبکستان
6. ایران ۱۰–۰ قزاقستان

#### ۲۰۲۲
1. ایران ۵–۲ اندونزی
2. ایران ۸–۰ سنگاپور
3. ایران ۱۱–۱ تایوان
4. ایران ۳–۰ مالزی
5. ایران ۴–۳ قزاقستان
6. ایران ۱۲–۳ تایلند
7. ایران ۴–۴ مالزی (در ضربات پنالتی مالزی ۳–۲ برنده شد)

#### ۲۰۲۴
1. ایران ۸–۰ سنگاپور
2. ایران ۱۰–۴ تایلند
3. ایران ۳۷–۰ تاجیکستان
4. ایران ۵–۳ قزاقستان
5. ایران ۳–۳ مالزی
6. ایران ۷–۱ مالزی

### بازی‌های سالنی آسیا

#### ۲۰۰۷
1. ایران ۲–۱ هند
2. ایران ۸–۲ هنگ کنگ
3. ایران ۵–۳ کره جنوبی
4. ایران ۳–۳ مالزی
5. ایران ۱۰–۰ ماکائو
6. ایران ۷–۰ کره جنوبی

## نتیجه‌های دوستانه

### جام فجر ایران
1. کسب مقام سوم تورنمنت بین‌المللی هاکی داخل سالن دهه فجر به همراه تیم ملی زیر۲۳ سال ایران به میزبانی ایران در سال ۲۰۰۵
2. کسب مقام اول هاکی داخل سالن تورنمنت بین‌المللی دهه فجر به همراه تیم ملی زیر ۲۳ سال ایران در سال ۲۰۰۹ به میزبانی ایران

### مسابقات سالانه روسیه (جام جهانی کوچک)
1. حضور در تورنمنت بین‌المللی هاکی داخل سالن روسیه به همراه تیم ملی بزرگسالان در سال ۲۰۰۵
2. قهرمان شانزدهمین دوره تورنمنت بین‌المللی مسکو - جام جهانی کوچک (داخل سالن روسیه) ۱۳۸۸–۲۰۰۹ سال ۱۳۸۸: قهرمان شانزدهمین دوره تورنمنت بین‌المللی مسکو - جام جهانی کوچک (داخل سالن روسیه).
3. کسب مقام اول تورنمنت بین‌المللی هاکی داخل سالن روسیه به همراه تیم ملی بزرگسالان ایران در سال ۲۰۱۰ سال ۱۳۸۹: کسب مقام سوم در هفدهمین دوره تورنمنت بین‌المللی مسکو (داخل سالن روسیه).
4. کسب مقام سوم تورنمنت بین‌المللی هاکی داخل سالن روسیه به همراه تیم ملی بزرگسالان ایران در سال ۲۰۱۲
5. کسب مقام اول تورنمنت بین‌المللی هاکی داخل سالن روسیه به همراه تیم ملی بزرگسالان ایران در سال ۲۰۱۴ سال ۱۳۹۳: قهرمان بیستمین دوره تورنمنت بین‌المللی مسکو - جام جهانی کوچک (داخل سالن روسیه).
6. ایران به عنوان قهرمانی مسابقات هاکی مسکو در سال ۲۰۱۵ دست یافت. به گزارش ایسنا، بیست و یکمین دوره مسابقات جام بین‌المللی هاکی مسکو با قهرمانی تیم منتخب هاکی سالنی باشگاه‌های ایران در رده سنی زیر ۲۵ سال که به عنوان نماینده ایران در این رقابت‌های حضور یافته بود، به پایان رسید.[۵][۶][۷]
7. کسب مقام دوم تورنمنت بین‌المللی هاکی داخل سالن روسیه به همراه تیم شهرداری اراک در سال ۲۰۱۶
8. کسب مقام اول تورنمت بین‌المللی هاکی داخل سالن روسیه به همراه تیم شهرداری سمنان در سال ۲۰۱۷

### سایر مسابقه‌ها
1. کسب مقام اول تورنمنت بین‌المللی هاکی داخل سالن کشور جمهوری چک به همراه تیم ملی بزرگسالان ایران در سال ۲۰۱۰
2. کسب مقام اول تورنمنت بین‌المللی هاکی داخل سالن کرواسی به همراه تیم ملی بزرگسالان ایران در سال ۲۰۱۶[۸]
3. کسب مقام سوم تورنمنت بین‌المللی اتریش در سال ۲۰۱۸
4. چهار بازی دوستانه با ترکیه سال ۲۰۲۲

تیم ملی هاکی ایران در فینال تورنمنت بین المللی ۲۰۱۷ کرواسی به مصاف تیم ملی کرواسی  رفت و با نتیجه ۵ بر ۴  از سد این تیم گذشت و جایگاه اول این دوره از مسابقات را از آن خود نمود. تیم ملی هاکی سالنی امروز در یک دیدار دیگر در رقابت های بین المللی کرواسی به مصاف تیم اسلواکی رفته بود که آن بازی نیز با حساب ۱۱ بر صفر به سود تیم ایران به پایان رسید. تورنمنت بین المللی هاکی سالنی ۲۰۱۷ از ۱۷ تا ۱۹ دی ماه به میزبانی زاگرب کرواسی و با حضور تیم های ایران، کرواسی، بلاروس، اسلواکی و اسلونی برگزار شد. تیم ملی ایران در هر شش بازی خود در این رقابت ها در مقابل تیم های اسلونی، بلاروس، کرواسی، تیم باشگاهی کرواسی، اسلواکی و کرواسی(فینال) به برتری رسید. ترکیب تیم ملی هاکی ایران در این رقابت ها را بهداد بیرانوند، محمد اثنا عشری، امیر اروئی، حمیدنورانیان، محسن بهلولی، ساسان حاتمی نژاد،  سید محمد قریشی، علیرضاچزانی شراهی، عباس اروئی، بهنام سعدی، وحید فتحی، سجاد ممی زاده به سر مربیگری اسفندیار صفایی، و مربیگری مسعود بهلولی و ابوالفضل یوسفی تشکیل داد.